# Ledene iglice
Ledene iglice je oborina koja se sastoji od sitnih nerazgranatih ledenih kristala u obliku iglica, pločica ili štapića. Kristali ledenih iglica su često vrlo maleni, pa se čini kao da lebde u zraku. Padaju iz prozračnog oblaka ili iz vedra neba, a dobro su vidljivi kada svjetlucaju na Suncu (takozvani dijamantni prah). Pojavljuju se za stabilna vremena kada su temperature veoma niske, osobito u polarnim krajevima.

## Hidrometeori
Hidrometeori su proizvodi vodene pare koji u krutom ili tekućem stanju padaju na Zemlju (kiša, rosulja, snijeg, tuča, sugradica), ili lebde u atmosferi (magla, sumaglica), ili lebde vjetrom uzdignuti sa Zemljine površine (mećava, vijavica, dim mora), ili se talože na tlu (rosa, mraz, inje, poledica, snježni pokrivač).